# Омельнянська сільська рада
Омельнянська сільська́ ра́да (біл. Амяльнянскі сельсавет) — адміністративно-територіальна одиниця у складі Івацевицького району Берестейської області Білорусі. Адміністративний центр — село Омельна.

## Склад
Населені пункти, що підпорядковувалися сільській раді станом на 2009 рік:
| Населений пункт | Тип  | Населення, осіб (2009) |
| --------------- | ---- | ---------------------- |
| Глінна          | село | 487                    |
| Гоща            | село | 42                     |
| Колонськ        | село | 268                    |
| Коранна         | село | 11                     |
| Омельна         | село | 325                    |

## Населення
За переписом населення Білорусі 2009 року чисельність населення сільської ради становила 1133 особи.

### Національність
Розподіл населення за рідною національністю за даними перепису 2009 року:
| Національність | Осіб | Відсоток |
| -------------- | ---- | -------- |
| білоруси       | 1100 | 97,09 %  |
| росіяни        | 17   | 1,50 %   |
| поляки         | 9    | 0,79 %   |
| українці       | 5    | 0,44 %   |
| молдовани      | 1    | 0,09 %   |
| калмики        | 1    | 0,09 %   |
| Разом          | 1133 | 100 %    |